# Hoplocryptus albicollaris
Hoplocryptus albicollaris är en stekelart som först beskrevs av Cresson 1872.  Hoplocryptus albicollaris ingår i släktet Hoplocryptus och familjen brokparasitsteklar. Utöver nominatformen finns också underarten H. a. clypeatus.